# NGC 8

NGC 8

في الفهرس العام الجديد إن جي سي 8 أو NGC 8 هو عبارة عن نظام نجمي مزدوج (K5 وF8) من القدر 15.2 و 16.5 في كوكبة الفرس الأعظم اكتشف في 29 سبتمبر 1865 من قبل الفلكي الروسي أوتو ستروف. و يبعد حوالي 2.7 دقيقة قوسية عن مركز المجرة الحلزونية NGC 9 . ومن المرجح أن النجمين ليست ذات صلة مجرد ثنائي بصري.

## وصلات خارجية
- NGC 8 على موقع ويكي سكاي: DSS2, SDSS, GALEX, IRAS, Hydrogen α, X-Ray, Astrophoto, Sky Map, Articles and images